# National Rugby League 1980
La New South Wales Rugby Football League de 1980 fue la 73.ª edición del torneo de rugby league más importante de Australia.

## Formato
Los clubes se enfrentaron en una fase regular de todos contra todos, los cinco equipos mejor ubicados al terminar esta fase clasificaron a la postemporada.
Se otorgaron 2 puntos por el triunfo, 1 por el empate y ninguno por la derrota.

## Desarrollo

### Tabla de posiciones
| Pos. | Equipo                        | Encuentros | Encuentros | Encuentros | Encuentros | Tantos | Tantos | Tantos | Puntos |
| Pos. | Equipo                        | PJ         | PG         | PE         | PP         | F      | C      | Dif    | Puntos |
| ---- | ----------------------------- | ---------- | ---------- | ---------- | ---------- | ------ | ------ | ------ | ------ |
| 1    | Eastern Suburbs               | 22         | 14         | 2          | 6          | 339    | 249    | +90    | 30     |
| 2    | Canterbury-Bankstown Bulldogs | 22         | 15         | 0          | 7          | 361    | 334    | +27    | 30     |
| 3    | Western Suburbs Magpies       | 22         | 14         | 0          | 8          | 429    | 308    | +121   | 28     |
| 4    | St. George Dragons            | 22         | 13         | 2          | 7          | 367    | 321    | +46    | 28     |
| 5    | South Sydney Rabbitohs        | 22         | 12         | 1          | 9          | 392    | 318    | +74    | 25     |
| 6    | Parramatta Eels               | 22         | 11         | 2          | 9          | 420    | 317    | +103   | 24     |
| 7    | Manly-Warringah Sea Eagles    | 22         | 11         | 2          | 9          | 335    | 354    | -19    | 24     |
| 8    | Newtown Jets                  | 22         | 11         | 1          | 10         | 348    | 357    | -9     | 23     |
| 9    | Cronulla-Sutherland Sharks    | 22         | 9          | 2          | 11         | 350    | 346    | +4     | 20     |
| 10   | Balmain Tigers                | 22         | 7          | 0          | 15         | 330    | 382    | -52    | 14     |
| 11   | North Sydney Bears            | 22         | 6          | 1          | 15         | 282    | 405    | -123   | 13     |
| 12   | Penrith Panthers              | 22         | 2          | 1          | 19         | 294    | 556    | -262   | 5      |

|  | Postemporada. |

### Postemporada

#### Finales clasificatorias
| 6 de septiembre | Canterbury-Bankstown Bulldogs | 22 - 17 | Western Suburbs Magpies |  |  |

| 7 de septiembre | St. George Dragons | 16 - 5 | South Sydney Rabbitohs |  |  |

#### Semifinales
| 13 de septiembre | Eastern Suburbs | 7 - 13 | Canterbury-Bankstown Bulldogs |  |  |

| 14 de septiembre | Western Suburbs Magpies | 13 - 7 | St. George Dragons |  |  |

#### Final preliminar
| 20 de septiembre | Eastern Suburbs | 41 - 5 | Western Suburbs Magpies |  |  |

#### Final
| 27 de septiembre | Canterbury-Bankstown Bulldogs | 18 - 4 | Eastern Suburbs | Sydney Cricket Ground, Sídney   |  |
|                  |                               |        |                 | Asistencia: 52.881 espectadores |  |

| Bandera de Australia                  |
| Campeón Canterbury-Bankstown Bulldogs |
| Tercer título                         |